# Alessandro Juliani
Alessandro Juliani (Montreal, 3 april 1978) is een Canadees acteur en stemacteur. Zijn tot nog toe bekendste en langstlopende rol was die van Luitenant Felix Gaeta uit de herwerkte Battlestar Galactica televisieserie.

## Biografie
Juliani studeerde af aan de McGill-universiteit in Montreal. Hij had zijn eerste rol in een televisieserie op 11-jarige leeftijd toen hij acteerde in een aflevering van MacGyver. Andere televisieseries waar hij een gastrol had zijn onder meer Seven Days, Dark Angel, Jeremiah en Stargate SG-1.
In 2003 startte zijn langstdurende televisierol tot nog toe. Hij gaf gestalte aan Luitenant Felix Gaeta in Battlestar Galactica: De mini serie en vanaf 2004 in het vervolg van de herwerkte serie.
Juliani is erg actief als stemacteur. Animatieseries waar hij aan meewerkte zijn onder meer Death Note, X-Men: Evolution, Beast Machines, Ranma 1/2 en vele andere.
Nadat Battlestar Galactica in 2009 beëindigd werd had hij een kleinere rol in de film Watchmen en was hij te zien in enkele afleveringen van de televisieserie Smallville.

## Filmografie
- International Standard Name Identifier: 0000 0001 1500 159X
- Library of Congress Control Number: no2008097351
- Virtual International Authority File: 165298085
- WorldCat: E39PBJq6VQ4TpG88pgwcr4X68C